# 斎藤聖美
斎藤 聖美（さいとう きよみ、女性、1950年12月1日 - ）は、日本の実業家。ジェイ・ボンド東短証券株式会社創業者であり代表取締役社長、バスケットボール女子日本リーグ（WJBL / Wリーグ）元会長、昭和電工取締役、鹿島建設取締役。

## 略歴
東京都出身。お茶の水女子大学附属高等学校を経て、慶應義塾大学経済学部卒業。ハーバード・ビジネス・スクール修了。
大学卒業後、日本経済新聞社、ソニーに勤務した後、モルガン・スタンレー投資銀行に入社しエグゼクティブディレクターとして勤務。
1992年4月独立しコンサルティング会社を設立。2000年4月に国債電子取引システム運営会社、ジェイ・ボンド東短証券の前身たる株式会社ジェイ・ボンドを設立し、代表取締役社長に就任。2011年東短インフォメーションテクノロジー代表取締役社長に就任。2012年昭和電工監査役。2014年かんぽ生命保険取締役。2015年鹿島建設取締役。2020年昭和電工取締役。
東芝などの社外取締役も務め、2015年に同社の不適切会計発覚後に経営刷新委員にも就任
同年、WJBL会長に就任。斎藤自身、バスケットボール経験者であり、また留学中にアメリカプロスポーツのエンタメ性を体感し、リーグの姿を思い描いていたという。
2021年6月、任期満了によりWJBL会長を退任。後任は映画監督の河瀨直美。